# Bình Kiến
Bình Kiến là một phường thuộc tỉnh Đắk Lắk, Việt Nam.
Xã Bình Kiến có diện tích 12,69 km², dân số năm 2003 là 5.998 người, mật độ dân số đạt 473 người/km².

## Hành chính
Xã Bình Kiến gồm các thôn: Thượng Phú, Phú Vang, Liên Trì 1, Liên Trì 2.